# Осореяма

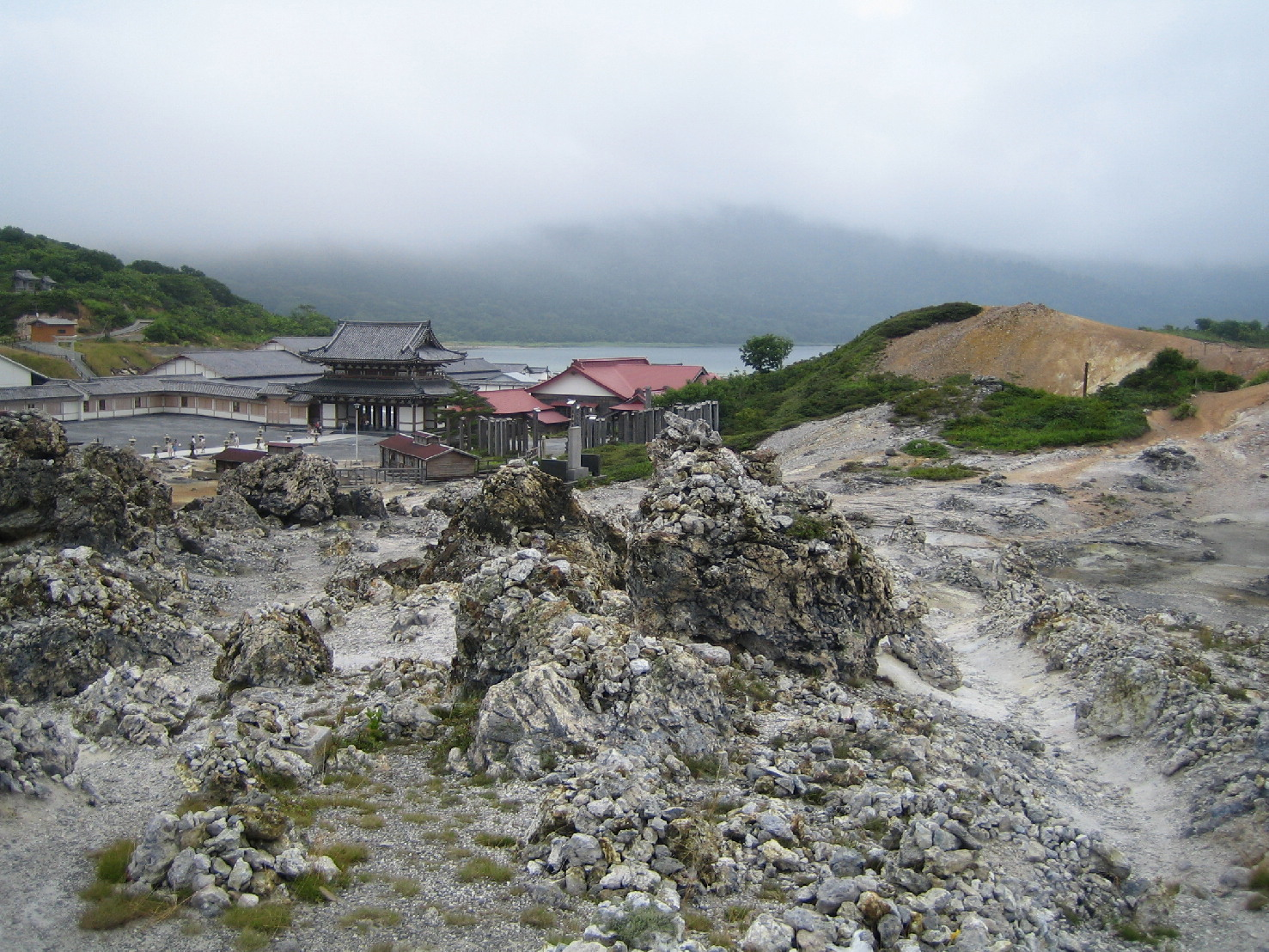

Осореяма  (яп. 恐山, Осоре-дзан, Осоре-яма) — діючий стратовулкан, розташований на півострові  Сімо-Кіта в  японської  префектурі  Аоморі (північна частина острова Хонсю). Одна з трьох священних гір в  японській міфології. Є частиною розташованого на півострові національного парку. Висота вершини становить 879 метрів. В даний час вулкан є слабо активним — останнє виверження відбулося близько 1787 року. Назва буквально означає «гора страху».

## У міфології
За легендами, в околицях вулкана і розташованого біля підніжжя озера Усорі розташовані ворота в  пекло.

#### Ресурси Інтернету
- Вікісховище має мультимедійні дані за темою: Осореяма

 Осореяма у Вікімандрах
- Official home page of Bodai-ji
- Japan National Tourist Organization
- Japan guide.com
- Fackler, M. (2009, August 20). As Japan's mediums die, ancient tradition fades. The New York Times, p. 8, Retrieved from https://www.nytimes.com
- Global Volcanism Program. (n.d.). Osore-yama. Retrieved from http://www.volcano.si.edu/world/volcano.cfm?vnum=0803-29=
- Wonderland Japan WAttention. (n.d.). Mt. Osore. Retrieved from http://www.wattention.com/archives/mt-osore
- Yamada, T. (2011, June). Skull mushroom. Retrieved from https://www.flickr.com/photos/museumofworldwonders2/5725108088
- Mt. Osore (англ.). Wonderland Japan WAttention. 2011-04. Архів оригіналу за 31 жовтня 2012. Процитовано 14 вересня 2012.
- Гора Осоре біля озера Усорі. Синтоизм.ру. 26 жовтня 2010. Архів оригіналу за 31 жовтня 2012. Процитовано 14 вересня 2012.
- OSORE-ZAN (англ.). Quarternary Volcanoes in Japan. Архів оригіналу за 31 жовтня 2012. Процитовано 14 вересня 2012.
- Фотографії